# Barmag
Oerlikon Barmag (bis 2007 Barmag) ist eine in Remscheid ansässige Zweigniederlassung der Oerlikon Textile GmbH & Co. KG und somit Teil des Schweizer OC-Oerlikon-Konzerns. Barmag ist nach eigenen Angaben Weltmarktführer im Bereich Spinnanlagen für Nylon, Polyester und Polypropylen sowie Texturiermaschinen.

## Geschichte

### Gründung

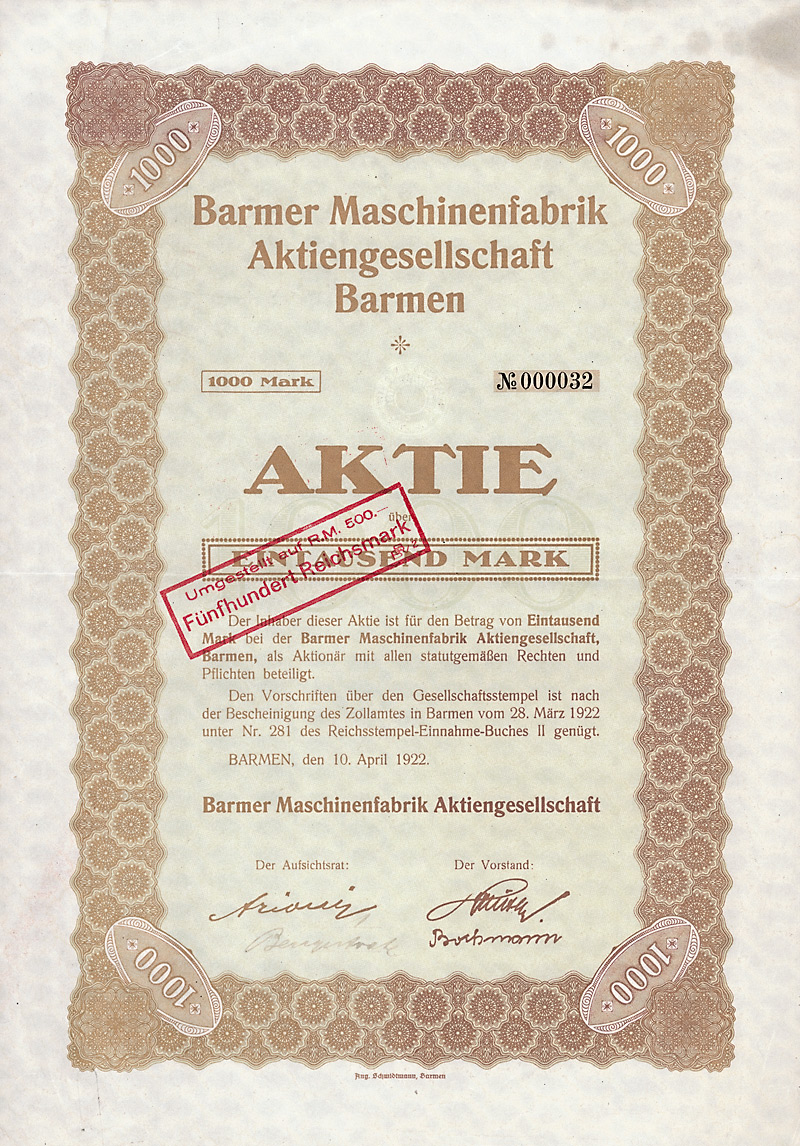
Aktie über 1000 Mark der Barmer Maschinenfabrik AG vom 10. April 1922

Die Geschichte von Barmag beginnt am 27. März 1922, als die Vereinigten Glanzstoff-Fabriken AG und die N. V. Nederlandse Kunstzijde Unie Enka, in Barmen (heute Wuppertal) die „Barmer Maschinenfabrik Aktiengesellschaft“ gründeten. Unternehmensziel war, als Hausmaschinenfabrik der „Glanzstoff“ Maschinen für die rasch wachsende Chemiefaserindustrie zu konstruieren und zu bauen. Die Barmag gehörte zu den ersten Maschinenfabriken der Welt, die die Entwicklung eigener Maschinenkonstruktionen für die junge Chemiefaserindustrie aufnahmen. 1927 wurde der Sitz nach Lennep verlegt.
Das Produktionsprogramm der Gesellschaft umfasste zunächst im Wesentlichen Spinnmaschinen und Spinnpumpen für Viskoseseide und für Kupferseide, dann folgten Zwirnmaschinen, Haspelmaschinen und Spulmaschinen sowie eine der ersten Doppeldraht-Zwirnmaschinen für Rayon-Reifenkord. Das Prinzip, bei einem Spindelumlauf zwei Drehungen in den Faden einzubringen, war seit Mitte des vorigen Jahrhunderts bekannt, doch erst mit der Erfindung der 1930 für Barmag patentierten Speicherscheibe wurden Doppeldrahtzwirnmaschinen industriell einsetzbar.

### Börseneinführung
Im Jahr 1990 erwarb die in Frankfurt ansässige Industrie-Holding Aktiengesellschaft für Industrie und Verkehrswesen (AGIV) von dem niederländischen Chemiekonzern Akzo ein Paket von rund 85 Prozent. Allerdings beschloss AGIV, ihre Barmag-Beteiligung auf 55 Prozent zu senken. Im Juli 1991 wurde rund ein Viertel des Grundkapitals in einem Börsengang auf den deutschen Börsen in Frankfurt und Düsseldorf platziert.
1991 war die Barmag zum weltweit führenden Hersteller von synthetischen Garn-Spinnerei- und Texturiermaschinen mit einem durchschnittlichen Marktanteil von mehr als 50 Prozent geworden. Auf den Bereich Textilmaschinen entfielen drei Viertel des Gesamtumsatzes der Barmag in diesem Jahr. Im Jahr 1992 überschritt Barmag die 1-Mrd.-DM-Umsatz-Marke zum ersten Mal. Allerdings waren damals auch Anzeichen für ein weniger dynamisches Wachstum am Horizont. Hersteller von synthetischen Garnen wurden immer vorsichtiger mit ihren neuen Investitionen. Der Wettbewerb konzentrierte sich zunehmend auf den Preis. In den Wachstumsmärkten Korea und Taiwan senkten die japanischen Konkurrenten ihre Preise um nicht weniger als 20 Prozent.

### Barmag Spinnzwirn
Im Jahre 1991 übernahm Barmag die ehemaligen DDR-Spinn- und Zwirnerei Maschinenbau GmbH in Chemnitz (umbenannt in Barmag-Spinnzwirn GmbH). Der Ursprung der Barmag-Spinnzwirn in Chemnitz geht auf die Firmengründung der Brüder Carl und Anton Hamel im Jahre 1866 in Chemnitz zurück. Die Firma Hamel entwickelte sich zu einem bekannten Textilmaschinenhersteller der Chemnitzer Textilmaschinenindustrie. Hier wurde die weltweit erste Zwirnmaschine für Rayon-Filamente entwickelt und produziert. Nach dem Zweiten Weltkrieg wurde die Firma enteignet. Bis zur deutschen Wiedervereinigung gehörte das Unternehmen als VEB Spinn- und Zwirnereimaschinenbau zum Textilmaschinenbaukombinat Textima.

### Verluste und Aktionärswechsel
Aufgrund der ungünstigen Marktbedingungen veräußerte Barmag seine Hydraulik-Division im Jahr 1995, um sich auf ihr Kerngeschäft konzentrieren; das Jahr schloss mit 105 Millionen DM in den roten Zahlen. Ein scharfes Restrukturierungsprogramm der Produktionsbereiche einschließlich einer Kürzung der Belegschaft um rund 1100 Mitarbeiter wurde 1996 begonnen. Die 1996er Jahresendergebnisse zeigten danach erste Erfolge. Während der Umsatz um rund 30 Prozent sank, konnten die Verluste um 75 Prozent auf 25 Millionen DM verringert werden. Auch 1996 war ein Verlustjahr und das Unternehmen reduzierte die Zahl der Mitarbeiter weiter von 3486 im Jahr 1996 auf 2730 im Jahr 1999.
Im August 1998 steigerte die AGIV ihren Anteil an der Barmag um 19 Prozent durch den Erwerb von Aktien der Allianz Gruppe auf 75 Prozent. Doch nur ein Jahr später, im Oktober 1999, kündigte AGIV an, ihre Barmag-Beteiligung verkaufen zu wollen. Wenig später kündigt die Schweizer Saurer AG, der weltweit größte Hersteller von Textilmaschinen, an, von AGIV deren 75-Prozent-Anteil für DM 318 Millionen erworben zu haben.

### Oerlikon
Saurer erhöhte 2001 seinen Anteil auf 95 % und nahm das Unternehmen 2003 mit einem squeeze-out von der Börse. Ab November 2003 wurde Barmag eine Zweigniederlassung der Saurer GmbH & Co. KG.
Anfang 2007 übernahm der Schweizer Technologiekonzern OC Oerlikon die Saurer Gruppe. Die Oerlikon-Gruppe inklusive der ehemaligen Geschäftsfelder von Saurer besteht künftig aus fünf Segmenten. Die Textilsparte von Saurer wird zum Segment Oerlikon Textile, Barmag wurde zu Oerlikon Barmag und bildet eine der fünf Geschäftssparten im Textil-Segment.
Im Mai 2018 kündigte Oerlikon den Verkauf des Chemnitzer Firmenteils an die österreichische Starlinger Gruppe an. Im Oktober 2018 war die Übernahme abgeschlossen; aus der Chemnitzer Oerlikon Barmag Spinnzwirn wurde das Unternehmen STC Spinnzwirn GmbH (Starlinger Textilmaschinen Chemnitz).
Am 6. Mai 2025 gab Oerlikon den Verkauf des Barmag Textilmaschinengeschäfts an die Firma Rieter bekannt. Der Verkauf soll in Quartal 4 2025 unter Vorbehalt der Genehmigung aller beteiligten Behörden abgeschlossen sein. Oerlikon will sich durch den Verkauf allein auf das Geschäft mit Oberflächentechnologien beschränken.